# Уря
Уря (башк. Өйрә) — башкирська національна страва.
Уря готується з м'яса (кінського, птиця, яловичина), яке вариться нарізане шматочками. Додається пшоно, морква, цибуля, сіль, спеції.
Готовий суп подають зі шматочками м'яса та зеленню.
Уря належить до перших супових страв. Можливе приготування страви з грибами, рибою. Подається з катиком.
Уря з куркою вариться при слабкому кипінні з видаленням піни. При цьому курка попередньо ріжеться на шматочки по 25 грамів. Вариться також зі пшоном та спеціями.

## Цікаві факти
Супи, до яких належить й уря — улюблені страви башкир. За мусульманською традицією вони повинні бути густими та ситними. Гарячий наваристий суп — це найпоширеніша їжа, якою насичуються люди після трудового дня в Башкирії. Супи рясно посипають свіжою зеленню, використовують прянощі, в тому числі й перець червоний, чорний, білий та запашний, кмин, шафран, гвоздику, корицю, лавровий лист, імбир, мускатний горіх.